# Michael Praßl
Michael Praßl (* 15. September 1955 in Feldbach) ist ein österreichischer Landwirt, Politiker (ÖVP) und ehemaliger Abgeordneter zum Österreichischen Nationalrat.

## Ausbildung und Beruf
Michael Praßl besuchte von 1962 bis 1966 die Volksschule Lödersdorf und wechselte danach bis 1969 an die Hauptschule Feldbach. Von 1970 bis 1972 absolvierte Praßl die landwirtschaftliche Fachschule Hatzendorf und legte die Meisterprüfung ab. Er ist seit 1985 als Landwirt tätig. 1999 bis Oktober 2000 Errichtung der modernsten Kernölpresse Europas gemeinsam mit zwei Partnern.

## Politik
Michael Praßl kam durch seine Eltern und den Bauernbund zur Politik und war zwischen 1985 und 1990 Vizebürgermeister der Gemeinde Lödersdorf. 1991 wurde er Kammerrat der Landeskammer für Land- und Forstwirtschaft in der Steiermark Graz und 1996  Ausschussmitglied in der Präsidentenkonferenz der Landwirtschaftskammern Österreichs in Wien, im Bereich ländlicher Raum und Kommunalpolitik. 2001 wurde er zum Kammerobmannstellvertreter der Bezirkskammer Feldbachs gewählt. Zwischen dem 20. Dezember 2002 und dem 28. Oktober 2013 vertrat er die ÖVP im Nationalrat. 

## Privates
Michael Praßl ist seit 1978 verheiratet und hat zwei Töchter und einen Sohn. Er war von 1980 bis 1988 Hauptbrandinspektor der Freiwilligen Feuerwehr Lödersdorf.